# Дияс, Зарина
Зари́на Ди́яс (род. 18 октября 1993, Алма-Ата) — казахстанская теннисистка; победительница одного турнира WTA в одиночном разряде; участница Олимпийских игр 2020 года.

## Общая информация
Зарина — одна из двух детей в своей семье; её сестру зовут Алиса.
Начала играть в теннис в шесть лет. В 1999 году семейство Дияс переехало в Чехию, сменив место проживания из-за работы родителей. Здесь Зарина вскоре увлеклась теннисом и стала тренироваться в одной из пражских академий. С 2013 года стала тренироваться у китайского специалиста Алана Ма в его академии в Гуанчжоу.
Любимое покрытие теннисистки — трава; лучшие удары — подача и бэкхенд по линии.

## Спортивная карьера

### Начало карьеры
Зарина была успешна уже в юниорские годы: даже не доиграв в старшем туре до своего шестнадцатилетия, она всё равно успела подняться в топ-20 местного рейтинга. В начале 2008 года — в 14 лет — Дияс выиграла престижный юниорский турнир в чешском Пршерове, являющийся для многих европейских юниоров более простой альтернативой Открытого чемпионата Австралии. Осенью этого же года она добралась до полуфиналов более статусных соревнований в Осаке и Брейдентоне.
Тренировки в пражской академии и первые успехи в юниорском туре позволили Дияс часто попадать на глаза местным теннисным функционерам и уже осенью 2007 года ей был предоставлен шанс дебютировать в турнирах среди взрослых: организаторы братиславского 100-тысячника из цикла ITF предоставили ей специальное приглашение в квалификацию своего турнира. За первым шансом последовали ещё несколько, четвёртый из которых: осенью 2008 года, на 25-тысячнике в Астане, принёс первый заметный успех — уроженка Алма-Аты выиграла один за другим пять матчей и завоевала свой первый профессиональный титул. Успех юной соотечественницы был отмечен национальной федерацией — в феврале следующего года она была приглашена на сбор национальной команды и даже сыграла за неё один матч в Кубке Федерации (в паре: вместе с Галиной Воскобоевой). Весной Дияс дважды пробилась в четвертьфиналы на 50-тысячниках в Японии; позже летом выиграла ещё один 25-тысячник (на грунте в Германии), а также пробилась в четвертьфинал пражского турнира WTA, воспользовавшись специальным допуском от организаторов. Аванс от чехов был тем более реализован, что одна из двух побед была одержана у восьмой ракетки местного посева Петры Квитовой. Данная серия удачных результатов позволила Зарине почти завершить год в топ-200, а в конце августа и дебютировать в квалификации турниров серии Большого шлема: на Открытом чемпионате США.
В 2010 году удачная серия в протуре была продолжена: казахстанская теннисистка закрепляла свои рейтинговые позиции за счёт всё менее случайных результатов: локальные успехи на небольших турнирах серии ITF чередовались с попытками сыграть соревнования WTA-тура, где несмотря на множество относительно равных игр с соперницами из первой сотни рейтинга Зарина каждый раз уходила с корта проигравшей. В октябре неудачную серию удалось переломить: на турнире WTA в Москве Дияс не только преодолела отбор, но и смогла пробиться в четвертьфинал, переиграв Хиселу Дулко и Елену Янкович (тогдашнюю седьмую ракетку мира). Этот всплеск позволил казахстанской спортсменке улучшить свой лучший одиночный рейтинги впервые завершить сезон в топ-200 женской классификации. На следующий год Зарина начала свой сезон уже в январе: сначала добравшись до финала отбора на Открытом чемпионате Австралии, а затем сыграв серию турниров в Восточной и Юго-Восточной Азии. В апреле Дияс попробовала сыграть серию более статусных турниров в Европе, но не добилась сколько-нибудь заметных успехов и к июлю вновь вернулась на азиатские турниры. Ход в составлении личного календаря почти не дал результатов и лишь в сентябре Зарина добилась локального успеха пробившись из квалификации во второй круг основы турнира ассоциации в Гуанчжоу. Осенью была сделана операция на беспокоившем спортсменку плече и следующий — 2012 год — Дияс начала лишь в конце апреля и целиком провела на азиатских турнирах ITF, где за счёт постоянной игровой практики пыталась избавиться от проблемных моментов в своей игре и восстановить былую уверенность в своих силах.

### 2013—2015 (первый финал WTA и попадание в топ-40)

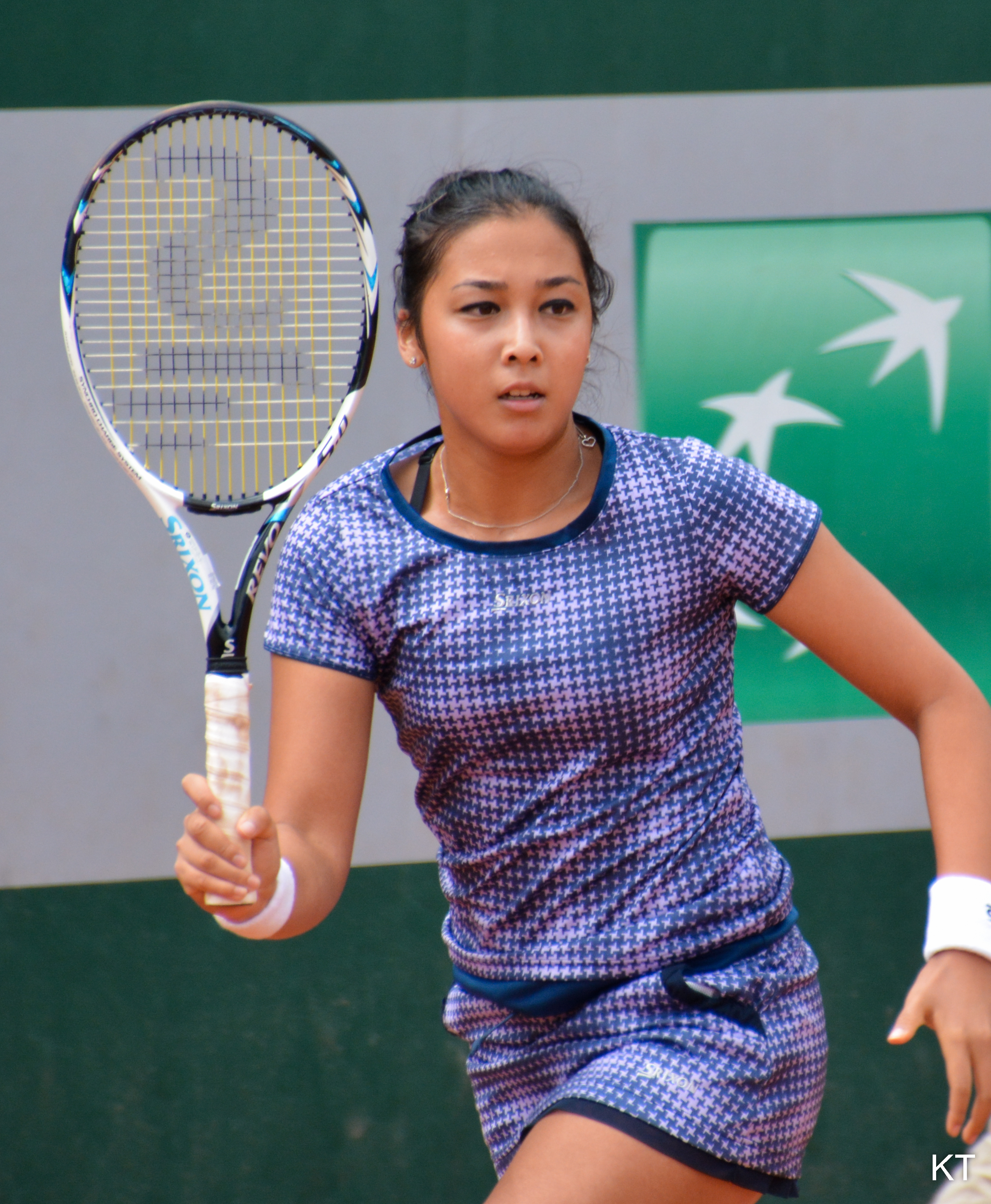
На Ролан Гаррос 2015 года

В сезоне 2013 года поиски возможностей улучшить игру и рейтинг продолжились: Зарина продолжала составлять своё расписание с упором на азиатские турниры, а к осени стала не только играть там, но и тренироваться во внетурнирное время, заключив контракт с академией в Гуанчжоу. Это решение постепенно стал оправдывать себя: к концу октября постепенно стали улучшаться результаты: Дияс удачно отыграла серию 25-тысячников в Японии, а затем дошла до финала 50-тысячника в Тайбэе. Работа с Аланом Ма дала основной результат год спустя: начав сезон с двух финалов на 25-тысячнике в Гонконге (в одиночном разряде и в паре, где Дияс до того была не слишком результативна и впервые пробралась тогда в титульный матч соревнования протура). Затем впервые преодолела отбор на турнире Большого шлема: на Открытом чемпионате Австралии Зарина выиграла пять матчей подряд, пробившись в третий раунд турнира, где её остановила Симона Халеп. Март принёс титул на 50-тысячнике в Цюаньчжоу, а также попадание в топ-100 одиночного рейтинга. Далее были некоторые успехи на соревнованиях WTA: в апреле Дияс вышла в четвертьфинал в Куала-Лумпуре, в мае в Страсбурге, а несколько недель спустя она вышла в финал травяного 75-тысячника ITF в Ноттингеме. Европейский сезон завершился на Уимблдоне, где переиграв Кристину Младенович, Карлу Суарес Наварро и Веру Звонарёву Дияс пробилась в четвёртый раунд.
Американская хардовая серия была сыграна без особых успехов, но позволила подвести пик формы к старту Открытого чемпионата США, где Зарина пробилась в третий раунд в одиночном разряде и четвертьфинал в паре (вместе с Сюй Ифань ей удалось переиграть сильные сыгранные альянсы Ракель Копс-Джонс и Абигейл Спирс, Луция Градецкая и Михаэлла Крайчек). Осенью казахстанская спортсменка сначала отыграла связку китайских турниров старшей премьер-серии ассоциации, а затем пробилась в свой первый финал WTA-тура: в Осаке, где смогла реализовать свой пятый номер посева, одержав четыре победы, а в титульном матче против Саманты Стосур проиграла со счётом 6-7, 3-6. Успехи года позволили Дияс заметно улучшить свой рейтинг: отыграв более ста позиций она завершила сезон 34-й ракеткой мира в одиночном рейтинге.
Сезон 2015 года Дияс начала с двух четвертьфиналов на турнирах в Шэньчжэне и Хобарте. После этого она поднялась на самую высокую в карьере — 31-ю позицию одиночного рейтинга. На Открытом чемпионате Австралии второй год подряд удалось выйти в третий раунд, в котором она проиграла финалистке того розыгрыша Марии Шараповой. В феврале на Премьер-турнире в Дубае удалось победить № 10 в мире на тот момент Андрею Петкович (7-5, 6-3) и выйти в третий раунд. На Ролан Гаррос Дияс выиграла первый мат в основном туре, выйдя во второй раунд, а на Уимблдоне второй год подряд смогла доиграть до четвёртого раунда, где вновь проиграла Шараповой. Оставшуюся часть сезона она провела неудачно, выиграв лишь один матч на девяти турнирах.

### 2016—2018 (титул на турнире WTA)

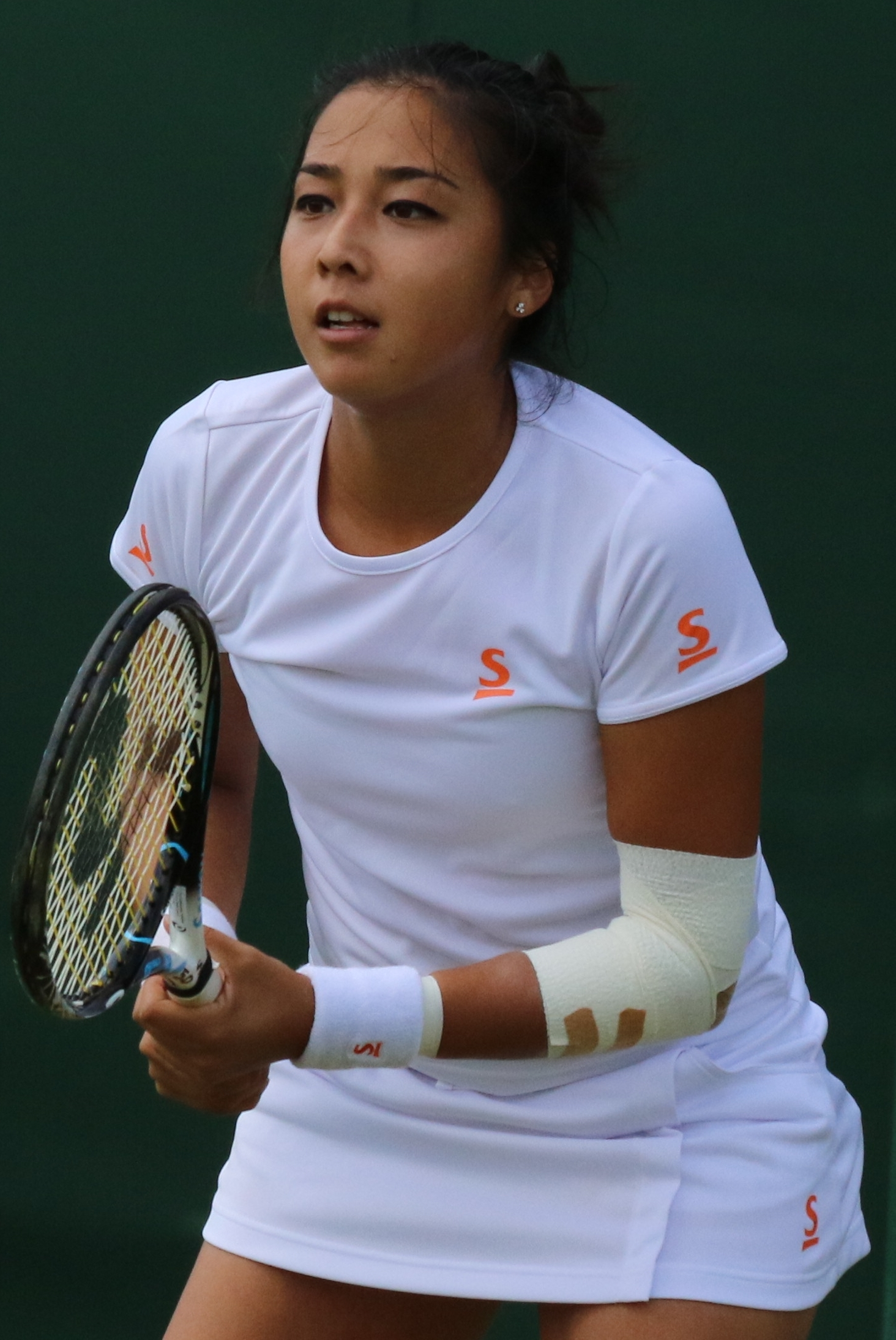
На Уимблдоне 2016 года

В 2016 году проблемы в игре Дияс продолжились. Лучшим результатом первой части сезона стал выход в третий раунд крупного турнира в Майами. На Ролан Гаррос она доиграла до третьего раунда, а на Уимблдоне выбыла уже в первом. После этого она пропустила девять месяцев из-за травмы и сделала операцию на запястье руки.
Возвращение после травмы состоялось в феврале 2017 года. Сначала Дияс набирала форму на турнирах цикла ITF и в апреле в Китае выиграла 25-тысячник, а также в финал на 100-тысячнике. В июне она выиграла 100-тысячник на траве в Великобритании. Получив уайлд-кард на Уимблдон, она смогла пройти там до третьего раунда. В сентябре на турнире в Токио Дияс совершила прорыв. Начав с квалификации, она выиграла восемь матчей подряд и впервые в карьере взяла титул в WTA-туре. Этот успех позволил Дияс с 100-й строчки рейтинга подняться на 63-ю.
В январе 2018 года Зарина Диас вышла в четвертьфинал турнира в Шэньчжэне, где в борьбе за полуфинал проиграла Марии Шараповой и не смогла пробиться в полуфинал турнира серии WTA International в китайском Шэньчжэне. 5 февраля 2018 года Зарина Диас стала «Лучшей теннисисткой страны» в рейтинге Женской теннисной ассоциации (WTA). В марте 2018 года Зарина не смогла пробиться во второй круг турнира в Индиан-Уэлсе, проиграв знаменитой Серене Уильямс со счётом 5:7, 3:6. На следующем  турнире серии Премьер в Майами она впервые обыграла двукратную чемпионку турниров Большого шлема Светлану Кузнецову (6:1, 6:3) и в целом прошла в четвёртый раунд.
В грунтовой части сезона Дияс один раз вышла в 1/4 финала на турнире в Страсбурге. На Открытом чемпионате Франции дошла до второго раунда, проиграв японке Наоми Осака в двух сетах. На Открытом чемпионате США ей не повезло с жеребьёвкой и в первом же раунде Зарина проиграла Каролине Плишковой. Осенью лучшим результатом стал четвертьфинал турнира в Хиросиме.

### 2019—2024 (перерыв в карьере и возвращение)

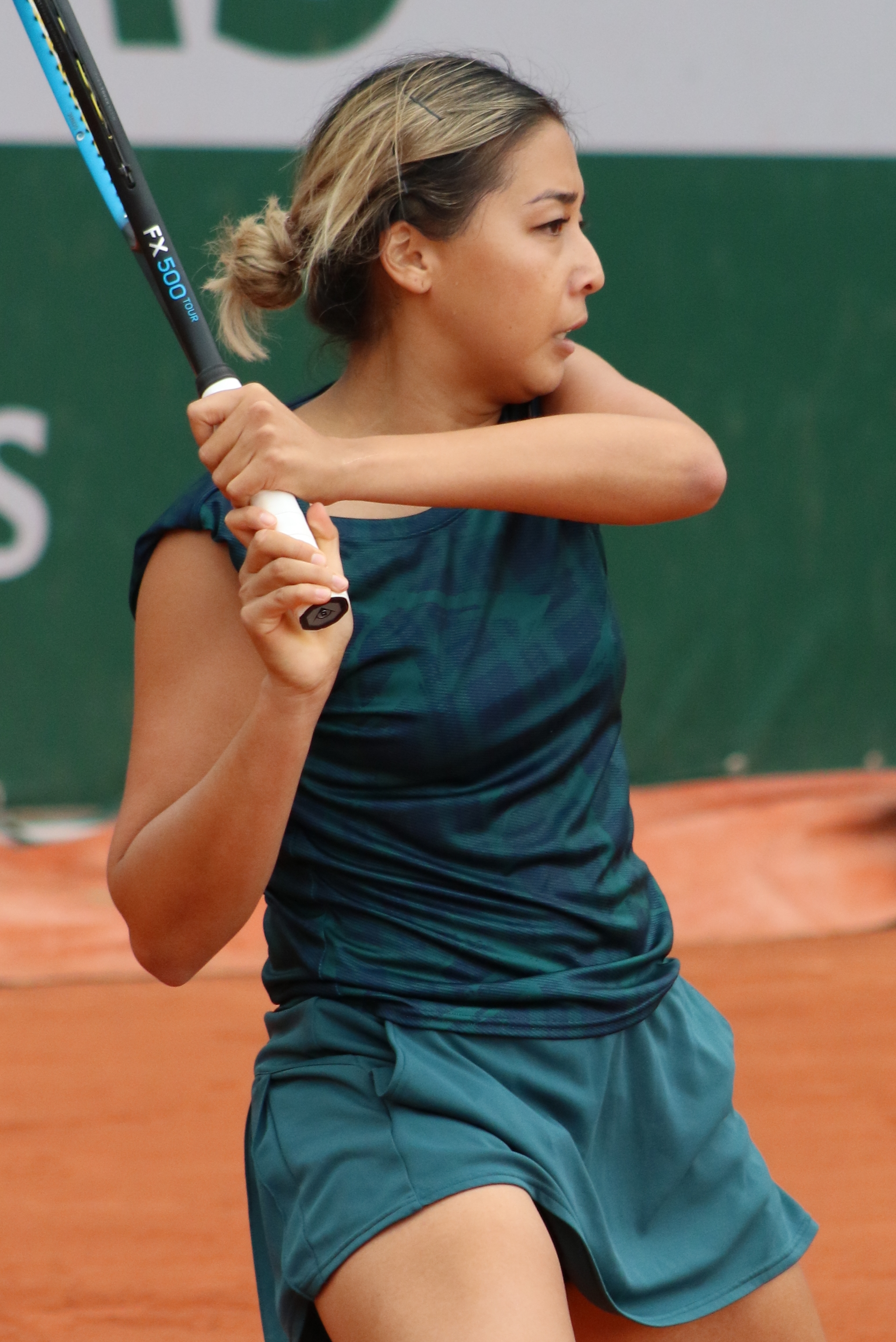
На Ролан Гаррос 2021 года

В 2019 году Дияс балансировала в рейтинге на грани вылета из топ-100 и иногда покидала пределы первой сотни. В мае она выиграла 80-тысячник цикла ITF в Японии. На Ролан Гаррос она выиграла единственный матч в сезоне на больших шлемах и прошла во второй раунд. В июне вышла в финал 100-тысячника ITF в Манчестере. Летом на  харде турнира в Вашингтоне вышла в четвертьфинал. На Открытом чемпионате США проиграла австралийке Эшли Барти в первом раунде в трёх сетах.
В начале 2020 года Дияс стала победительницей турнира цикла ITF в Гонконге с призовым фондом в 25 тысяч долларов. Затем сыграла в четвертьфинале в основном туре на турнире в Шэньчжэне. На Открытом чемпионате Австралии она во второй раз в карьере смогла выйти в третий раунд. Через год в 2021 году она вновь смогла доиграть до третьего раунда австралийского чемпионата. На Ролан Гаррос 2021 года её результатом стал второй раунд. В июле она вышла в четвертьфинал в Лозанне. После этого Дияс приняла участие в первых для себя Олимпийских играх в Токио, однако не смогла доиграть матч первого раунда против Барборы Крейчиковой. В октябре на 80-тысячнике ITF в США вышла в финал.
В 2022 году Дияс сыграла лишь два матча за весь сезон. На Открытом чемпионате Австралии она проиграла в первом раунде, а на Ролан Гаррос вылетела на старте квалификации. Около двух лет Зарина полноценно не выступала, борясь с травмами, и смогла вернуться к игровой практике уже в мае 2024 года. В октябре она выиграла первый трофей после возвращения, на турнире из цикла ITF W50 в Турции.

### Сборная и национальные турниры
В 2009 году ей впервые предоставили возможность сыграть за сборную в Кубке Федерации. Первый период пребывания в сборной Дияс растянулся на три года, за время которых она приняла участие в семи играх (как правило, с заметно более слабыми соперницами), одержав в них пять побед. Всего в период с 2009 по 2021 год до паузы в карьере Дияс сыграла за сборную 26 игр (19 в одиночном разряде), выиграв 18 матчей (из них 14 в одиночном разряде). За это время команда Казахстана играла в основном на уровне отборочных региональных матчей, лишь в 2020 году, выступив в квалификации в основной турнир, но проиграла отборочный матч Бельгии.

## Итоговый рейтинг WTA по годам
| Год  | Одиночный рейтинг | Парный рейтинг |
| 2022 | 1042              |                |
| 2021 | 100               | 177            |
| 2020 | 79                | 468            |
| 2019 | 78                | 453            |
| 2018 | 91                | 262            |
| 2017 | 66                | 974            |
| 2016 | 148               | 359            |
| 2015 | 52                | 181            |
| 2014 | 34                | 128            |
| 2013 | 163               | 470            |
| 2012 | 265               |                |
| 2011 | 223               |                |
| 2010 | 173               |                |
| 2009 | 206               |                |

## Выступления на турнирах

### Финалы турнировWTAв одиночном разряде (2)

#### Победа (1)
| Легенда:                    |
| --------------------------- |
| Турниры Большого шлема (0)* |
| Олимпиада (0)               |
| Итоговый турнир WTA (0)     |
| Premier 5 (0)               |
| Premier (0)                 |
| International (1)           |

| Титулы по покрытиям | Титулы по месту проведения матчей турнира |
| ------------------- | ----------------------------------------- |
| Хард (1)*           | Зал (0)                                   |
| Грунт (0)           | Зал (0)                                   |
| Трава (0)           | Открытый воздух (1)                       |
| Ковёр (0)           | Открытый воздух (1)                       |

* количество побед в одиночном разряде.
| №  | Дата             | Турнир        | Покрытие | Соперница в финале | Счёт    |
| 1. | 17 сентября 2017 | Токио, Япония | Хард     | Мию Като           | 6-2 7-5 |

#### Поражение (1)
| №  | Дата            | Турнир        | Покрытие | Соперница в финале | Счёт       |
| 1. | 12 октября 2014 | Осака, Япония | Хард     | Саманта Стосур     | 6-7(7) 3-6 |

### Финалы турнировITFв одиночном разряде (20)

#### Победы (10)
| Легенда:                  |
| ------------------------- |
| WTA 125 (0)*              |
| 100.000 USD (1)           |
| 80.000 (75.000)** USD (1) |
| 60.000 (50.000)** USD (1) |
| 40.000 USD (1)            |
| 25.000 USD (6)            |
| 15.000 (10.000)** USD (0) |

** призовой фонд до 2017 года
| Титулы по покрытиям | Титулы по месту проведения матчей турнира |
| ------------------- | ----------------------------------------- |
| Хард (7)*           | Зал (1)                                   |
| Грунт (1)           | Зал (1)                                   |
| Трава (2)           | Открытый воздух (9)                       |
| Ковёр (0)           | Открытый воздух (9)                       |

* количество побед в одиночном разряде.
| №   | Дата            | Турнир                    | Покрытие   | Соперница в финале  | Счёт        |
| 1.  | 23 ноября 2008  | Астана, Казахстан         | Хард (зал) | Татьяна Арефьева    | 7-5 6-4     |
| 2.  | 5 июля 2009     | Штутгарт, Германия        | Грунт      | Каталин Мароши      | 6-1 6-2     |
| 3.  | 16 июня 2012    | Бухара, Узбекистан        | Хард       | Людмила Киченок     | 6-0 6-0     |
| 4.  | 20 октября 2013 | Макинохара, Япония        | Трава      | Белинда Бенчич      | 6-3 6-4     |
| 5.  | 8 марта 2014    | Цюаньчжоу, Китай          | Хард       | Ноппаван Летчивакан | 6-1 6-1     |
| 6.  | 16 апреля 2017  | Наньнин, Китай            | Хард       | Ли Ясюань           | 6-2 6-3     |
| 7.  | 18 июня 2017    | Манчестер, Великобритания | Трава      | Александра Крунич   | 6-4 6-4     |
| 8.  | 4 мая 2019      | Гифу, Япония              | Хард       | Лян Эньшуо          | 6-0 6-2     |
| 9.  | 5 января 2020   | Гонконг                   | Хард       | Чжу Линь            | 6-4 7-5     |
| 10. | 20 октября 2024 | Кайсери, Турция           | Хард       | Алёна Фалей         | 0-6 6-4 6-3 |

#### Поражения (10)
| №   | Дата            | Турнир                    | Покрытие | Соперница в финале  | Счёт           |
| 1.  | 26 июня 2010    | Рим, Италия               | Грунт    | Патриция Майр       | 6-7(2) 4-6     |
| 2.  | 27 марта 2011   | Куньмин, Китай            | Хард     | Ирина Бремон        | 6-1 2-6 3-6    |
| 3.  | 28 октября 2012 | Тайбэй, Тайвань           | Хард     | Чжэн Сайсай         | 4-6 1-6        |
| 4.  | 3 ноября 2013   | Тайбэй, Тайвань           | Хард     | Паула Каня          | 1-6 3-6        |
| 5.  | 5 января 2014   | Гонконг                   | Хард     | Елизавета Куличкова | 2-6 2-6        |
| 6.  | 7 июня 2014     | Ноттингем, Великобритания | Трава    | Кристина Плишкова   | 2-6 6-3 4-6    |
| 7.  | 29 апреля 2017  | Аньнин, Китай             | Грунт    | Чжэн Сайсай         | 5-7 4-6        |
| 8.  | 12 мая 2019     | Фукуока, Япония           | Ковёр    | Хезер Уотсон        | 6-7(1) 6-7(4)  |
| 9.  | 16 июня 2019    | Манчестер, Великобритания | Трава    | Магда Линетт        | 6-7(1) 6-2 3-6 |
| 10. | 24 октября 2021 | Мейкон, США               | Хард     | Мэдисон Бренгл      | 4-6 6-4 4-6    |

### Финалы турнировITFв парном разряде (1)

#### Поражение (1)
| №  | Дата          | Турнир  | Покрытие | Партнёрша | Соперницы в финале     | Счёт    |
| 1. | 5 января 2014 | Гонконг | Хард     | Чжан Лин  | Миса Эгути Эри Ходзуми | 4-6 2-6 |

## История выступлений на турнирах
По состоянию на 3 ноября 2024 года
Для того, чтобы предотвратить неразбериху и удваивание счета, информация в этой таблице корректируется только по окончании участия там данного игрока.
| Турнир                       | 2009          | 2010          | 2011          | 2013          | 2014          | 2015          | 2016  | 2017          | 2018          | 2019          | 2020          | 2021  | 2022  | 2024  | Итог   | В/П за карьеру |
| ---------------------------- | ------------- | ------------- | ------------- | ------------- | ------------- | ------------- | ----- | ------------- | ------------- | ------------- | ------------- | ----- | ----- | ----- | ------ | -------------- |
| Турниры Большого шлема       |               |               |               |               |               |               |       |               |               |               |               |       |       |       |        |                |
| Открытый чемпионат Австралии | -             | -             | К             | К             | 3Р            | 3Р            | 1Р    | -             | 1Р            | 1Р            | 3Р            | 3Р    | 1Р    | -     | 0 / 8  | 8-8            |
| Открытый чемпионат Франции   | -             | К             | К             | К             | 1Р            | 2Р            | 2Р    | К             | 2Р            | 2Р            | 1Р            | 2Р    | К     | -     | 0 / 7  | 5-7            |
| Уимблдонский турнир          | -             | -             | -             | -             | 4Р            | 4Р            | 1Р    | 3Р            | -             | 1Р            | НП            | 1Р    | -     | К     | 0 / 6  | 8-6            |
| Открытый чемпионат США       | К             | -             | К             | К             | 3Р            | 1Р            | -     | К             | 1Р            | 1Р            | 1Р            | 1Р    | -     | К     | 0 / 6  | 2-6            |
| Итог                         | 0 / 0         | 0 / 0         | 0 / 0         | 0 / 0         | 0 / 4         | 0 / 4         | 0 / 3 | 0 / 1         | 0 / 3         | 0 / 4         | 0 / 3         | 0 / 4 | 0 / 1 | 0 / 0 | 0 / 27 |                |
| В/П в сезоне                 | 0-0           | 0-0           | 0-0           | 0-0           | 7-4           | 6-4           | 1-3   | 2-1           | 1-3           | 1-4           | 2-3           | 3-4   | 0-1   | 0-0   |        | 23-27          |
| Олимпийские игры             |               |               |               |               |               |               |       |               |               |               |               |       |       |       |        |                |
| Летняя олимпиада             | Не проводился | Не проводился | Не проводился | Не проводился | Не проводился | Не проводился | -     | Не проводился | Не проводился | Не проводился | Не проводился | 1Р    | НП    | -     | 0 / 1  | 0-1            |

К — проигрыш в квалификационном турнире.